# 维默诺
维默诺（法語：Wimmenau，法語發音：[viməno] 或 [vimənau]）是法国下莱茵省的一个市镇，属于萨韦尔讷区。 

## 地理
维默诺（48°54'44"N, 7°25'23"E）面积20.76 平方千米，位于法国大東部大區下莱茵省，该省份为法国大陆部分最东部的省份，是阿尔萨斯的一部分，今与上莱茵省组成了阿尔萨斯欧洲集体，其南至上莱茵省，西南接孚日省和默尔特-摩泽尔省，西接摩泽尔省，北与德国接壤。
与维默诺接壤的市镇（或旧市镇、城区）包括：格岑布吕克、穆特鲁斯、埃尔卡尔特斯维莱、英维莱尔、利什滕贝格、赖佩尔茨维莱尔、斯帕尔斯巴克、莫代尔河畔温根。

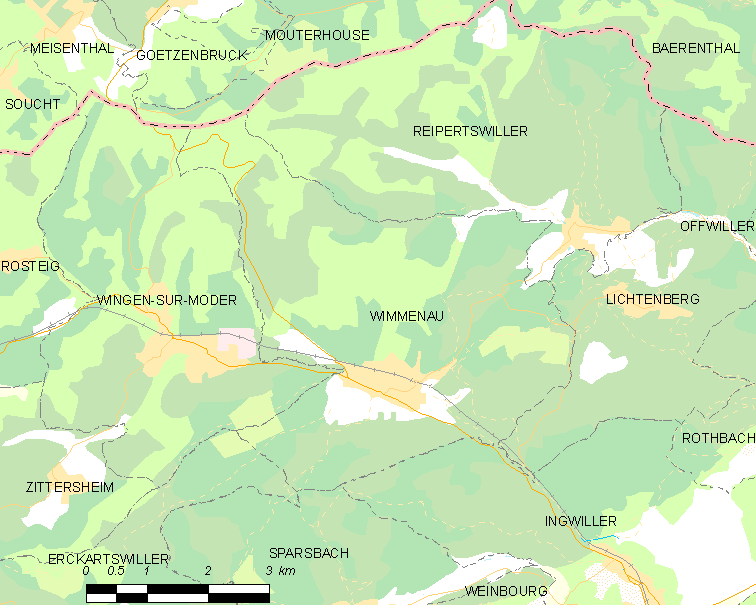
维默诺的OSM定位图

维默诺的时区为UTC+01:00、UTC+02:00（夏令时）。

## 行政
维默诺的邮政编码为67290，INSEE市镇编码为67535。

## 政治
维默诺所属的省级选区为英维莱尔县。

## 人口

1962-2008年间维默诺人口变化图示

维默诺于2022年1月1日时的人口数量为1060人。